# پوشلاختا
پوشلاختا (به لاتین: Pushlakhta) یک منطقهٔ مسکونی در روسیه است که در استان آرخانگلسک واقع شده‌است.